# Jardin du Kestellic
Le jardin du Kestellic est situé à Plouguiel, en France.

## Localisation
Le jardin botanique est situé sur le territoire de la commune de Plouguiel, au lieu-dit Le Kestellic, dans le département des Côtes-d'Armor, en région Bretagne.

## Description
La propriété date de 1880. Elle comprend une villa entourée d'un jardin exotique avec deux cascades, des bassins, un jet d'eau, des plantations exotiques (douglas, séquoias, tulipiers, cèdres...) , ainsi que l'aménagement d'une roseraie. En 1901, la villa est démolie et remplacée par un manoir de style breton néo-gothique dont la réalisation est confiée à l'architecte Félix Ollivier. Après la guerre, le nouveau propriétaire poursuit l'aménagement du jardin en y plantant 500 espèces exotiques.

## Historique
Le jardin botanique est inscrit au titre des monuments historiques par arrêté du 4 août 1992.